# Zotheca sambuci
Zotheca sambuci är en fjärilsart som beskrevs av Hans Hermann Behr 1874. Zotheca sambuci ingår i släktet Zotheca och familjen nattflyn. Inga underarter finns listade i Catalogue of Life.